# صغیرلر
صغیرلر یک روستا در ایران است که در دهستان اجارود شمالی واقع شده‌است. صغیرلر ۶۴ نفر جمعیت دارد.